# Phasgonophora
Phasgonophora is een geslacht van vliesvleugeligen uit de familie bronswespen (Chalcididae). De wetenschappelijke naam van dit geslacht is voor het eerst geldig gepubliceerd in 1832 door Westwood.

## Soorten
Het geslacht Phasgonophora omvat de volgende soorten:
- Phasgonophora ruficaudis Cameron, 1907
- Phasgonophora rufoornata Cameron, 1905
- Phasgonophora rugithorax Strand, 1912
- Phasgonophora sulcata Westwood, 1832